# 邵疇
邵畴（235年—274年），字温伯，孙吴官员。
凤凰三年（274年），当时会稽郡流传着章安侯孙奋将作天子的谣言，临海郡太守奚熙给会稽郡太守郭诞写信非议国政。郭诞只把奚熙的信呈交给朝廷，却未奏报谣言流传的情况。孙皓下令拘捕郭诞。邵畴当时任会稽功曹。说：“邵畴现在在此，邵畴的事，明府何忧？”于是见官吏自首，说不白妖言，事因为自己，不是府君之罪。官吏上奏邵畴的对辞，孙皓更加愤怒。邵畴害怕郭诞最终不能免死，遂自杀以明郭诞受诬，享年四十歲。孙皓于是免除诞大刑，也敬佩邵畴的节义，下诏郡县图画他的形像挂在庙堂。